# Tajemniczy rejs
Tajemniczy rejs – pierwszy tom serii Gucek i Roch komiksu autorstwa Adama Kołodziejczyka (scenariusz) i Janusz Christa (rysunki), opowiadający historię dwóch przyjaciół – marynarzy – Gucka i Rocha. Komiks ten po raz pierwszy ukazał się na łamach magazynu Relaxu (numery od 19 do 23) w latach 1978 – 1979. Pierwsze albumowe wydanie komiksu miało miejsce w 1986 roku, przez Krajową Agencję Wydawniczą.
Komiks podzielony jest na pięć epizodów:
- Profesor Mixtur w niebezpieczeństwie
- Śladem porywaczy
- Porucznik Ewicz
- W zatoce piranii
- Powrót

## Fabuła komiksu
Gucek i Roch wracają do rodzinnego portu w Gdańsku, na statku Wodołaz. Postanawiają odwiedzić swojego znajomego – profesora Mixtura, który pracuje nad ważnym wynalazkiem. Następnego dnia profesor zostaje porwany. Milicji nie udaje się wpaść na trop porywaczy. Podczas następnego rejsu dwójka przyjaciół, w Lizbonie spotyka jednego z mężczyzn, którego widzieli u profesora w dniu uprowadzenia. Gucek i Roch postanawiają go śledzić, doprowadza to ich do statku płynącego do Brazylii. Marynarze przy pomocy porucznika milicji postanawiają odnaleźć porwanego przyjaciela.

## Bohaterowie komiksu
- Gucek – marynarz o jasnych włosach na statku Wodołaz, przyjaciel Rocha
- Roch – marynarz na statku Wodołaz, o lekko zaokrąglonych kształtach, przyjaciel Gucka
- Profesor Mixtur – uczony i wynalazca, konstruktor urządzenia Psychograj, za pomocą którego można kontrolować strach

## Scenariusz komiksu
Na okładce komiksu widniej jako autor scenariusza Adam Kołodziejczyk, jednak faktycznym autorem jest sam Janusz Christa, on sam tak to tłumaczy: To był naczelny KAW-u. Mój dobry przyjaciel. Morze wódki wypiliśmy. Już nie żyje. Pewnego razu spytał, czy nie może się podpisać pod komiksem. Chciał być autorem, literatem. To jest jednak mój scenariusz. Niech mu ziemia lekką będzie.

## Wydania
- Relax (numery od 19 do 23) w latach 1978 – 1979
- wyd. I – KAW, rok 1986
- wyd. II – KAW, rok 1988
- wyd. III – Egmont, rok 2004 (w antologii "Kajtek, Koko i inni" – wersja czarno-biała)
- wyd. IV – Egmont, rok 2014 (w serii "Klasyka polskiego komiksu" tom 19, jako Gucek i Roch)